# Palpares nigrescens
Palpares nigrescens är en insektsart som beskrevs av Navás 1914. Palpares nigrescens ingår i släktet Palpares och familjen myrlejonsländor. Inga underarter finns listade i Catalogue of Life.